# Halowe Mistrzostwa Polski Seniorów w Lekkoatletyce 1989
30. Halowe Mistrzostwa Polski Seniorów w Lekkoatletyce – zawody sportowe, które rozegrano 4 i 5 lutego 1989 w Zabrzu w hali Górnika.

## Rezultaty

### Mężczyźni
| Konkurencja:              | 1. miejsce                        | Rezultat  | 2. miejsce                          | Rezultat  | 3. miejsce                              | Rezultat  |
| Bieg na 60 m              | Andrzej Popa Olimpia Poznań       | 6,72      | Joachim Helbik Górnik Zabrze        | 6,84      | Jarosław Kaniecki BKS Bydgoszcz         | 6,84      |
| Bieg na 200 m             | Andrzej Popa Olimpia Poznań       | 21,21     | Tomasz Jędrusik AZS Warszawa        | 21,52     | Joachim Helbik Górnik Zabrze            | 21,66     |
| Bieg na 400 m             | Ryszard Hecman Gwardia Warszawa   | 48,51     | Dariusz Rychter Górnik Wałbrzych    | 48,55     | Ryszard Stoch Wawel Kraków              | 48,78     |
| Bieg na 800 m             | Zbigniew Janus Wisła Kraków       | 1:54,00   | Marek Koza Górnik Wałbrzych         | 1:54,99   | Marek Szymkowicz Juvenia Głuchołazy     | 1:55,00   |
| Bieg na 1500 m            | Waldemar Lisicki Flota Gdynia     | 3:50,64   | Jan Huruk Gryf Słupsk               | 3:51,31   | Mariusz Ługowski Gwardia Warszawa       | 3:51,35   |
| Bieg na 3000 m            | Leszek Bebło Oleśniczanka         | 8:00,51   | Jan Huruk Gryf Słupsk               | 8:01,44   | Sławomir Majusiak Stal Ostrów           | 8:02,77   |
| Bieg na 60 m przez płotki | Tomasz Nagórka AZS Łódź           | 7,70      | Rafał Cieśla AZS Katowice           | 7,74      | Paweł Grzegorzewski Górnik Zabrze       | 7,81      |
| Chód na 5000 m            | Zdzisław Szlapkin Olimpia Poznań  | 18:40,77  | Robert Korzeniowski AZS Katowice    | 20:25,47  | Jerzy Sieczko AZS Katowice              | 20:29,53  |
| Skok wzwyż                | Krzysztof Krawczyk AZS Wrocław    | 2,30      | Jacek Wszoła AZS Warszawa           | 2,18      | Artur Partyka ŁKS Łódź                  | 2,18      |
| Skok o tyczce             | Mirosław Chmara Zawisza Bydgoszcz | 5,70      | Marian Kolasa Bałtyk Gdynia         | 5,70      | Ryszard Kolasa Bałtyk Gdynia            | 5,30      |
| Skok w dal                | Stanisław Jaskułka AZS Warszawa   | 7,77      | Andrzej Klimaszewski Legia Warszawa | 7,67      | Włodzimierz Włodarczyk Górnik Brzeszcze | 7,54      |
| Trójskok                  | Andrzej Grabarczyk Start Łódź     | 16,52     | Wojciech Bielewicz Stal Mielec      | 16,01     | Włodzimierz Wojciechowski Start Lublin  | 15,81     |
| Pchnięcie kulą            | Helmut Krieger Chemik Kędzierzyn  | 20,08     | Piotr Perżyło Górnik Brzeszcze      | 17,92     | Edward Gładysz Chemik Kędzierzyn        | 16,93     |
| Ośmiobój                  | Jerzy Hołoweńko Wawel Kraków      | 6055 pkt. | Waldemar Mrozek Zawisza Bydgoszcz   | 6032 pkt. | Mirosław Rydzyński AZS Katowice         | 5886 pkt. |

### Kobiety
| Konkurencja:              | 1. miejsce                            | Rezultat  | 2. miejsce                           | Rezultat  | 3. miejsce                          | Rezultat  |
| Bieg na 60 m              | Małgorzata Skotowska Calisia Kalisz   | 7,64      | Ewa Keller Gwardia Olsztyn           | 7,67      | Urszula Jaros Górnik Zabrze         | 7,79      |
| Bieg na 200 m             | Ewa Keller Gwardia Olsztyn            | 24,40     | Urszula Jaros Górnik Zabrze          | 24,55     | Beata Knapczyk Wawel Kraków         | 24,78     |
| Bieg na 400 m             | Renata Sosin Hutnik Kraków            | 55,23     | Marzena Wojdecka Start Łódź          | 55,25     | Renata Stawowiak AZS Wrocław        | 55,77     |
| Bieg na 800 m             | Małgorzata Rydz Budowlani Częstochowa | 2:06,03   | Dorota Buczkowska Start Lublin       | 2:06,59   | Jolanta Wieprzkowicz Start Łódź     | 2:07,19   |
| Bieg na 1500 m            | Małgorzata Rydz Budowlani Częstochowa | 4:18,42   | Aniela Nikiel Górnik Brzeszcze       | 4:22,90   | Małgorzata Birbach Gwardia Olsztyn  | 4:23,16   |
| Bieg na 60 m przez płotki | Anna Leszczyńska Warszawianka         | 8,48      | Katarzyna Olczyk Olimpia Poznań      | 8,60      | Agnieszka Milkowska Skra Warszawa   | 8,72      |
| Chód na 3000 m            | Kazimiera Mosio Tęcza Mielec          | 13:46,09  | Bożena Górecka AZS Katowice          | 13:51,64  | Maria Lewandowska Stal Stalowa Wola | 13:54,17  |
| Skok wzwyż                | Małgorzata Orłowska AZS Katowice      | 1,83      | Katarzyna Waśniewska AZS Gdańsk      | 1,80      | Beata Drozd Start Lublin            | 1,75      |
| Skok w dal                | Agata Karczmarek Legia Warszawa       | 6,40      | Edyta Jakubowska AZS Warszawa        | 5,95      | Monika Kobędza Hutnik Kraków        | 5,84      |
| Pchnięcie kulą            | Irena Car AZS Wrocław                 | 15,78     | Renata Katewicz Start Łódź           | 15,74     | Anna Salińska Podlasie Białystok    | 15,61     |
| Pięciobój                 | Urszula Włodarczyk AZS Wrocław        | 4120 pkt. | Małgorzata Lisowska Górnik Wałbrzych | 4012 pkt. | Maria Kamrowska AZS Gdańsk          | 3865 pkt. |